# 高原町立後川内中学校
高原町立後川内中学校（たかはるちょうりつ うしろかわうちちゅうがっこう）は、宮崎県西諸県郡高原町大字後川内にある公立の中学校。
高原町の東部に位置している。

## 概要
歴史
1947年（昭和22年）の学制改革で、高原町立後川内小学校に併設される形で新制中学校の設置が認可される。翌1948年（昭和23年）に高原町立高原中学校後川内分校となる。1950年（昭和25年）には独立し、現在に至る。
校章
1950年（昭和25年）に制定。「学問」を象徴するペン先3本を組み合わせて、中央に「中」の文字を配している。
校歌
1963年（昭和33年）に制定。作詞は長嶺宏、作曲は海老原直による。歌詞は3番まであり、各番の歌詞中に校名の「後川内」が登場する。
通学区域
- 高原町立後川内小学校区[1]。

## 沿革
- 1947年（昭和22年）4月28日 - 宮崎県民生部長の指令によって設置が認可される。後川内小学校の教室を借用の上、発足。
  - 前身である後川内国民学校には初等科と高等科があり、初等科が新制小学校に、高等科が新制中学校に改組された。
- 1948年（昭和23年）3月 - 「高原町立高原中学校 後川内分校」となる。
- 1949年（昭和24年）4月 - 校舎が完成。
- 1950年（昭和25年）
  - 4月1日 - 高原中学校から分離の上、「高原町立後川内中学校」（現校名）として独立。
  - 6月15日 - 校章を制定。
- 1958年（昭和33年）
  - 3月7日 - 校旗を制定。
  - 3月20日 - 校歌を制定。
- 1965年（昭和40年）
  - 2月 - 給食設備が完成。
  - 12月 - 小中兼用プールが完成。
- 1966年（昭和41年）
  - 1月 - 技術室が完成。
  - 12月 - 小中兼用体育館が完成。
- 1969年（昭和44年）
  - 3月 - 現校舎が完成。
  - 4月 - 校門が完成。
- 1972年（昭和47年）10月 - 運動場を拡張。
- 1979年（昭和54年）2月 - 体育館が完成。
- 1989年（平成元年）8月 - プールが完成。
- 1996年（平成8年）- 準へき地校に指定される。
- 1999年（平成11年）- 新技術室が完成。

## 部活動
- ソフトテニス部（男･女）
- 陸上部（男･女）
- 剣道部（男･女）

## 交通
最寄りの鉄道駅
- JR九州 吉都線 「高原駅」より東へ8km（車で15分）。

最寄りの幹線道路
- 宮崎県道414号有水高原線・広域農道 「後川内」交差点

## 周辺
- 高原町立後川内小学校
- 後川内簡易郵便局

## 参考資料
- 「高原町史」（1984年（昭和59年）10月5日, 宮崎県高原町）p.512～p.514